# Apuleia
Apuleia es un género de plantas con flores  perteneciente a la familia Fabaceae.Comprende 9 especies descritas y de estas, solo 3 aceptadas.

## Taxonomía
El género fue descrito por Carl Friedrich Philipp von Martius y publicado en Flora 20(2): 123. 1837.

## Especies aceptadas
A continuación se brinda un listado de las especies del género Apuleia aceptadas hasta julio de 2014, ordenadas alfabéticamente. Para cada una se indica el nombre binomial seguido del autor, abreviado según las convenciones y usos.	
- Apuleia ferrea (Mart.) Baill.
- Apuleia grazielana Afr. Fernandes
- Apuleia leiocarpa (Vogel) J.F.Macbr.